# تریوسمیوم دودکاکاربونیل
تریوسمیوم دودکاکاربونیل (به انگلیسی: Triosmium dodecacarbonyl) با فرمول شیمیایی C۱۲O۱۲Os۳ یک ترکیب شیمیایی است. که جرم مولی آن ۹۰۶٫۸۱ g/mol می‌باشد. شکل ظاهری این ترکیب، جامد زرد است.